# Ле Сурд, Филипп
Филипп Ле Сурд (фр. Philippe Le Sourd) — французский кинооператор. Известен по работе в фильмах «Хороший год», «Семь жизней» и «Великий мастер».

## Биография
Работать в кино начинал в качестве помощника оператора, в частности помогал кинооператору Дариусу Хонджи на съёмках фильмов «Деликатесы», «Город потерянных детей» и «Ускользающая красота». В 1996 году начал самостоятельную карьеру, поначалу работая на короткометражных фильмах. В 2006 году получил номинацию на премию «Спутник» за операторскую работу в фильме «Хороший год». В 2014 году был номинирован на премию «Оскар» за работу в фильме «Великий мастер».
Член Французской ассоциации кинооператоров.

## Избранная фильмография

### Фильмы
- 2020 — Последняя капля / On the Rocks (реж. София Коппола)
- 2017 — Роковое искушение / The Beguiled (реж. София Коппола)
- 2013 — Великий мастер / 一代宗師 (реж. Вонг Карвай)
- 2008 — Семь жизней / Seven Pounds (реж. Габриэле Муччино)
- 2006 — Хороший год / A Good Year (реж. Ридли Скотт)
- 1999 — Возможно / Peut-être (реж. Седрик Клапиш)

### Видеоклипы
- 2019 — Дуа Липа: Swan Song
- 2015 — Мадонна: Living for Love
- 2014 — U2: Invisible
- 2011 — Дженнифер Лопес: Papi